# Martin Patzelt

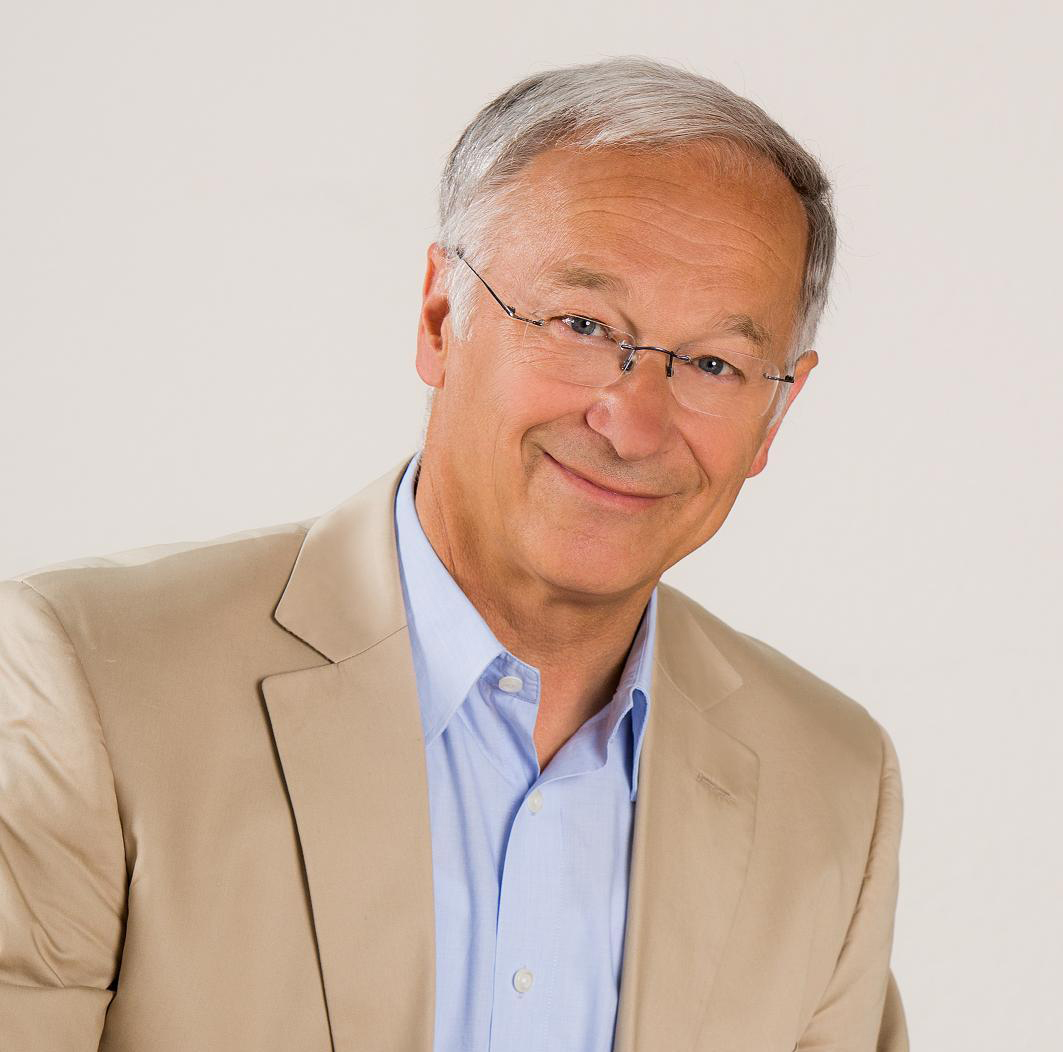
Martin Patzelt (2013)

Martin Maria Otto Felix Patzelt (* 23. Juli 1947 in Frankfurt (Oder)) ist ein deutscher Politiker (CDU) und ehemaliger Oberbürgermeister der Stadt Frankfurt (Oder). Er war von 2013 bis 2021 Mitglied des Deutschen Bundestages.

## Leben
Patzelt wuchs in einer 13-köpfigen Familie auf. 1964 machte er den Schulabschluss an der Mittelschule am Leipziger Platz und anschließend eine Berufsausbildung mit Abitur zum Betonfacharbeiter von 1964 bis 1967 in Eisenhüttenstadt im Eisenhüttenkombinat Ost. Er studierte Sozialarbeit am Seminar für Kirchlich-Caritativen Dienst in Karl-Marx-Stadt, 1971 endete diese Ausbildung zum Sozialarbeiter. Von 1972 bis 1991 war er Heimleiter des katholischen Kinder- und Jugendheimes St. Elisabeth in Calbe (Saale).
Von 1990 bis 1994 hatte er ein Mandat des Kreistages Schönebeck (Elbe). Dort war er Fraktionsvorsitzender der CDU und Vorsitzender des Ausschusses für Kultur und Bildung. 1991 wirkte er als Referatsleiter für Erziehungshilfen im Sozialministerium des Landes Sachsen-Anhalt. Von 1992 bis 1994 war er Vorsitzender des Kreisverbandes der CDU.
Von 1994 bis 2002 war er Beigeordneter in der Stadtverwaltung Frankfurt (Oder) für Schule, Soziales, Gesundheit und Kultur. Im Jahre 2002 wurde Martin Patzelt zum Oberbürgermeister der Stadt Frankfurt (Oder) gewählt. Am 6. Mai 2002 wurde er vereidigt. Ihm folgte mit Amtsantritt am 6. Mai 2010 Martin Wilke im Amt nach.
Bei der Bundestagswahl 2013 wurde er im Wahlkreis Frankfurt (Oder) – Oder-Spree mit 33,9 % der Stimmen als Direktkandidat in den Bundestag gewählt. Er verteidigte sein Direktmandat bei der Bundestagswahl 2017 mit 27,1 % der gültigen Stimmen gegen Alexander Gauland (21,9 %), den Spitzenkandidaten der AfD.
Im 19. Deutschen Bundestag ist Patzelt ordentliches Mitglied im Ausschuss für Menschenrechte und humanitäre Hilfe, sowie im Ausschuss für Familien, Senioren, Frauen und Jugend.
Zur Bundestagswahl 2021 trat Patzelt nicht erneut an.
Patzelt ist Vater von fünf Kindern.

## Politische Positionen
Im August 2014 rief er in einem offenen Brief Mitbürger dazu auf, sie mögen darüber nachdenken, in ihren privaten Häusern und Wohnungen Flüchtlinge aufzunehmen, und zwar insbesondere Mütter und Kleinkinder. Er bezeichnete die Bedingungen in Massenquartieren als prekär und besonders für Kinder schwer erträglich. In der Presse wurde in diesem Zusammenhang hervorgehoben, dass einige Bundesländer (etwa NRW) eine Unterbringung von Flüchtlingen in Privatwohnungen nicht gestatten oder nur in Ausnahmefällen erlauben. Anschließend nahm Patzelt zwei Männer aus Eritrea bei sich zu Hause auf.
Nach der Landtagswahl in Brandenburg 2019 plädierte er für Koalitionsverhandlungen mit der AfD. Man sei dies den „Hunderttausenden Wählern in Brandenburg, die die AfD gewählt haben, schuldig“ und müsse ihnen „deutlich machen, warum wir nach Gesprächen gegebenenfalls nicht mit der AfD in eine Koalition eintreten können.“ Er fügte hinzu: „Sollte wider Erwarten und voller Überraschung – was ich mir nicht vorstellen kann – die AfD von etlichen Positionen abrücken, dann wäre es umso sinnvoller, ein Gespräch zu führen.“
Martin Patzelt befürwortete im Dezember 2019 ein bundesweites Tempolimit von 130 km/h und drückte sein Bedauern darüber aus, sich bei einem von den Grünen im Oktober 2019 gestellten Antrag zur Einführung dessen enthalten zu haben.
Martin Patzelt ist Vorstandsmitglied im „Deutschen Solidaritätskomitee für einen freien Iran“, das die Interessen der Volksmudschahedin in Deutschland unterstützt. Zusammen mit der früheren Bundestagspräsidentin Rita Süssmuth hat der CDU-Politiker 2018 das Camp der Volksmudschahedin in Albanien besucht.
Martin Patzelt ist seit 24. Oktober 2022 Beisitzer im Vorstand der Deutsch-Israelischen Gesellschaft Berlin und Brandenburg.

## Engagement
Zusammen mit seiner Ehefrau Katharina stiftete Martin Patzelt eine Gedenktafel, die an den Frankfurter Rabbiner Martin Salomonski erinnert. Seit dem 7. November 2024 erinnert die Gedenktafel an die ehemalige Wohnung von Salomonski in der Lindenstraße 18 (damals Nr. 6).

## Auszeichnungen
2024 wurde Patzelt mit dem Bundesverdienstkreuz am Bande ausgezeichnet.